# 堀内氏善
堀内 氏善（ほりうち うじよし）は、戦国時代から江戸時代初期にかけての武将・大名。熊野水軍の将。

## 生涯
天文18年（1549年）、堀内氏虎の子として生まれる。幼名は楠若と伝わる。堀内氏は紀伊国新宮を中心に2万7,000石（実質5 - 6万石）の地を支配した豪族であり、熊野水軍（海賊）を擁する軍事力を有する一方、熊野別当として熊野新宮や熊野詣などに由来する宗教的な権威と経済力を有していた。
はじめ、熊野を領し堀内氏と対立していた熊野有馬氏が内紛により衰退し、当主・有馬孫三郎が子なく死去していたため、氏善は養子に入ったが、天正2年（1574年）、父・氏虎の死後、早世した兄・氏高の跡を継ぐ形で新宮城主となり、当主を失った熊野有馬氏は断絶した。
天正4年（1576年）、北畠信雄と当時志摩国であった三鬼城、紀伊長島城を巡って争ったが（『勢州軍記』）、天正9年（1581年）には織田信長から知行として熊野社領分を与えられ、織田氏に仕えるようになったという。
信長の死後、天正10年（1582年）の山崎の戦いにおいて、羽柴秀吉に属して7,000石を加増されたという（『朝野雑載』）。その一方で志摩国の南西部に侵攻し、中村山城などを攻め落とした。そして、志摩国英虞郡の荷坂峠以南を紀伊国牟婁郡に編入したため、現在の三重県尾鷲市と紀北町、大紀町の錦地区が紀伊国の一部となった。
秀吉の紀州征伐に対して当初、抵抗の姿勢を示したが、天正13年（1585年）には降伏して本領を安堵された。紀州平定後の検地に反対する地侍や農民の一揆には、秀吉方として一揆の討伐に参加している。その後、四国攻めや小田原征伐、文禄・慶長の役（晋州攻めや蘇州古城守備に574人を動員）に熊野水軍を率いて従軍し活躍、天正19年（1591年）には熊野惣地に任命された。
慶長3年（1598年）8月、秀吉の死に際して遺物村正の刀を受領。
慶長5年（1600年）の関ヶ原の戦いでは、石田三成の勧めで牟婁郡8万石と引き換えに義父・九鬼嘉隆と共に西軍に属し、約350人の軍勢を率いて伊勢国に侵攻するが、味方主力の敗報を聞き逐電し、同年10月には居城・新宮城も東軍に属する和歌山城主・桑山一晴に攻め落とされ所領を失ったため、天正16年（1588年）の北山攻めの際に築いた京城に落ち延びたが、紀伊国海部郡加田村（現在の和歌山県和歌山市加太）に蟄居した。
その後、西軍への加担は消極的であったとの理由で許され、肥後国熊本藩主・加藤清正に仕えて2,000石を知行し、宇土城の城代（慶長17年に城が破却され任を解かれる）を務めたが、慶長20年（1615年）4月10日に熊本城で病死した。享年67。法名は笑翁。
氏善の子らは、大坂の陣に豊臣側として参加し、落城時に堀内氏久が徳川家康の孫娘で豊臣秀頼の正室である千姫を警護し本陣まで届けた。この巧により新宮行朝は伊勢国津藩の藤堂高虎に、氏久は旗本として徳川家に、有馬氏時は紀州徳川家に仕えた。また赤穂事件後細川家に預けられた赤穂浪士17名をもてなし、堀内伝右衛門覚書をかいた堀内伝右衛門は一族の子孫だといわれている。

## 関連文献
- 播磨良紀「堀内氏と那智 — 戦国・織豊期の紀南支配を通じて-」『和歌山地方史研究』第41号、和歌山地方史研究会、2001年、pp.3-13、ISSN 0285-7278。